# Lista de prêmios e indicações recebidos por Paula Fernandes
Esta é uma lista dos prêmios e indicações recebidos por Paula Fernandes.

## Prêmios

### Troféu Imprensa
| Ano  | Categoria      | Nomeação        | Resultado |
| ---- | -------------- | --------------- | --------- |
| 2011 | Melhor Cantora | Paula Fernandes | Venceu    |
| 2012 | Melhor Cantora | Paula Fernandes | Venceu    |
| 2013 | Melhor Cantora | Paula Fernandes | Venceu    |
| 2014 | Melhor Cantora | Paula Fernandes | Venceu    |

### Prêmio Multishow de Música Brasileira
| Ano  | Categoria                               | Nomeação                  | Resultado |
| ---- | --------------------------------------- | ------------------------- | --------- |
| 2011 | Melhor Cantora                          | Paula Fernandes           | Venceu    |
| 2011 | Melhor Artista Sertanejo (voto popular) | Paula Fernandes           | Venceu    |
| 2011 | Melhor Artista Sertanejo (júri)         | Paula Fernandes           | Venceu    |
| 2011 | Melhor DVD de Música                    | Paula Fernandes - Ao Vivo | Indicado  |
| 2012 | Melhor Cantora                          | Paula Fernandes           | Indicado  |
| 2012 | Melhor Show                             | Turnê Meus Encantos       | Venceu    |
| 2013 | Melhor Cantora                          | Paula Fernandes           | Indicado  |
| 2013 | Melhor Show                             | Turnê Meus Encantos       | Venceu    |
| 2014 | Melhor Cantora                          | Paula Fernandes           | Venceu    |
| 2014 | Melhor Show                             | Turnê Um Ser Amor         | Indicado  |
| 2014 | Melhor Música                           | "Não Fui Eu"              | Indicado  |
| 2015 | Melhor Cantora                          | Paula Fernandes           | Indicado  |
| 2015 | Melhor Show                             | Turnê Um Ser Amor         | Indicado  |

### Grammy Latino
| Ano  | Categoria                        | Nomeação                                 | Resultado |
| ---- | -------------------------------- | ---------------------------------------- | --------- |
| 2011 | Melhor Álbum de Música Sertaneja | Paula Fernandes - Ao Vivo                | Indicado  |
| 2011 | Melhor Artista Revelação         | Paula Fernandes                          | Indicado  |
| 2012 | Melhor Álbum de Música Sertaneja | Meus Encantos                            | Indicado  |
| 2014 | Melhor Álbum de Música Sertaneja | Multishow Ao Vivo – Um Ser Amor          | Indicado  |
| 2014 | Melhor Canção Brasileira         | "Um Ser Amor"                            | Indicado  |
| 2016 | Melhor Álbum de Música Sertaneja | Amanhecer                                | Venceu    |
| 2019 | Melhor Álbum de Música Sertaneja | Hora Certa                               | Indicado  |
| 2020 | Melhor Álbum de Música Sertaneja | Origens (Ao Vivo em Sete Lagoas, Brazil) | Venceu    |

## Academia Brasileira de Arte Cultura e História
| Ano  | Categoria       | Indicação | Resultado |
| ---- | --------------- | --------- | --------- |
| 2012 | Paula Fernandes | Homenagem | Venceu    |

## Polícia Federal
| Ano  | Categoria       | Indicação | Resultado |
| ---- | --------------- | --------- | --------- |
| 2012 | Paula Fernandes | Homenagem | Venceu    |

### Outros prêmios
| Ano  | Prêmio                                      | Categoria                             | Indicação         | Resultado |
| ---- | ------------------------------------------- | ------------------------------------- | ----------------- | --------- |
| 2006 | Prêmio TIM de Música                        | Melhor Cantora Popular (júri oficial) | Paula Fernandes   | Indicado  |
| 2006 | Prêmio TIM de Música                        | Melhor Cantora Popular (júri popular) | Paula Fernandes   | Indicado  |
| 2010 | Prêmio da Música Brasileira                 | Melhor Cantora Popular (júri oficial) | Paula Fernandes   | Indicado  |
| 2010 | Prêmio da Música Brasileira                 | Melhor Cantora Popular (júri popular) | Paula Fernandes   | Indicado  |
| 2011 | Meus Prêmios Nick                           | Cantora Favorita                      | Paula Fernandes   | Venceu    |
| 2011 | Prêmio Quem                                 | Melhor Cantora do Ano                 | Paula Fernandes   | Venceu    |
| 2011 | Capricho Awards                             | Cantora Nacional                      | Paula Fernandes   | Indicado  |
| 2011 | Capricho Awards                             | Revelação do Ano                      | Paula Fernandes   | Venceu    |
| 2011 | Prêmio Talentos do Brasil                   | Música                                | Paula Fernandes   | Venceu    |
| 2012 | Melhores do Ano                             | Melhor Cantora                        | Paula Fernandes   | Venceu    |
| 2012 | Melhores do Ano                             | Melhor Música                         | "Pra Você"        | Indicado  |
| 2012 | Meus Prêmios Nick                           | Cantora Favorita                      | Paula Fernandes   | Indicado  |
| 2012 | Prêmio Star                                 | Melhor Cantora Nacional               | Paula Fernandes   | Venceu    |
| 2012 | Troféu Internet                             | Melhor Cantora                        | Paula Fernandes   | Venceu    |
| 2012 | Melhor Música Brasileira de Todos os Tempos | Melhor Música                         | "Pássaro de Fogo" | Indicado  |
| 2012 | Prêmio MZOTV                                | Melhor Artista Sertanejo              | Paula Fernandes   | Venceu    |
| 2012 | Prêmio MZOTV                                | Melhor Cantora                        | Paula Fernandes   | Indicado  |
| 2012 | Prêmio MZOTV                                | Melhor Artista Popular                | Paula Fernandes   | Venceu    |
| 2013 | Troféu Internet                             | Melhor Cantora                        | Paula Fernandes   | Venceu    |
| 2013 | Prêmio Quem                                 | Melhor Cantora do Ano                 | Paula Fernandes   | Venceu    |
| 2013 | Movimento Country                           | Melhor Cantora                        | Paula Fernandes   | Venceu    |
| 2013 | Movimento Country                           | Melhor Música                         | "Long Live"       | Venceu    |
| 2013 | Movimento Country                           | Melhor Clipe                          | "Long Live"       | Venceu    |
| 2013 | Movimento Country                           | Melhor CD Sertanejo                   | Meus Encantos     | Venceu    |
| 2013 | Movimento Country                           | Melhor Show                           | Meus Encantos     | Venceu    |
| 2013 | Prêmio da Música Brasileira                 | Melhor Cantora                        | Paula Fernandes   | Indicado  |
| 2014 | World Music Awards                          | Artista do Ano                        | Paula Fernandes   | Indicado  |
| 2014 | World Music Awards                          | Melhor Artista Feminino               | Paula Fernandes   | Indicado  |
| 2014 | World Music Awards                          | Melhor Apresentação Ao Vivo           | Paula Fernandes   | Indicado  |
| 2014 | World Music Awards                          | Não Fui Eu                            | Melhor Música     | Indicado  |
| 2014 | World Music Awards                          | Não Fui Eu                            | Melhor Vídeo      | Indicado  |
| 2014 | Melhores do Ano                             | Melhor Cantora                        | Paula Fernandes   | Indicado  |
| 2014 | Premio Quem                                 | Melhor Cantora                        | Paula Fernandes   | Indicado  |
| 2014 | Movimento Country                           | Melhor Cantora                        | Paula Fernandes   | Venceu    |
| 2014 | Prêmio F5                                   | Cantora do Ano                        | Paula Fernandes   | Indicado  |
| 2024 | Prêmio da Música Brasileira                 | Melhor Cantora Popular (júri oficial) | Paula Fernandes   | Indicado  |